# Jordi Barbeta Sánchez
Jordi Barbeta Sánchez   (Barcelona, 1956) és periodista i comentarista polític. Ha treballat en mitjans de comunicació de Barcelona, Madrid i Washington DC (EUA).

## Biografia
Barbeta és llicenciat en Periodisme (1979) i en Publicitat i Relacions Públiques (1981) per la Universitat Autònoma de Barcelona UAB. També es diplomat en Guionatge Cinematogràfic l'any 1989.
Des de l'any 1974 va col·laborar als diaris Mundo Diario (informació comarcal) i Tele/eXprés (secció Internacional). L'any 1981 va ser nomenat cap de premsa i comunicació de l'Ajuntament de Granollers. També ha col·laborat amb la revista L'Avenç. Redactor i comentarista polític a El Periódico de Catalunya des de l'any 1982. L'any 1988 va ser nomenat corresponsal polític de TV3. Al febrer de l'any 1990 va ser subdirector del diari Avui i a l'any 1992 de El Observador. Barbeta va ser editor de programes al canal de televisió pública TV3 i posteriorment va ser cap d'informació política en aquest canal.
Barbeta ha estat professor de la Universitat Ramon Llull (URL) i professor visitant en el «màster de periodisme Barcelona-Nova York», dirigit per Josep Cuní en associació amb la Columbia Journalism School.

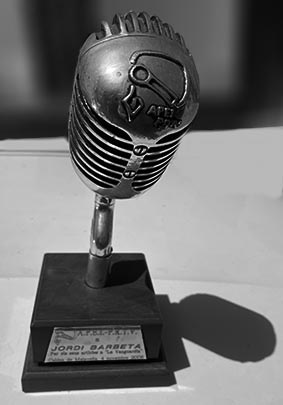
Premi 2006 Micròfon de Plata

L'abril de l'any 2000 va ser redactor en cap i columnista al diari La Vanguardia. Comentarista polític en emissores de ràdio i televisió de Barcelona i de Madrid: TVE, Antena3, Tele5 i Cuatro, així com RNE, cadena SER, COPE, Onda Cero, Catalunya Ràdio i RAC1. L'any 2014 va ser nomenat corresponsal de La Vanguardia a Washington (EUA) en els darrers anys de la presidència als EUA de Barack Obama i primers de la presidència de Donald Trump. L'any 2018 torna a Barcelona i reprén l'activitat de columnista en el diari digital El Nacional. Va col·laborar amb Fernando Jáuregui en l'edició del llibre Los últimos años de Felipe González i va ser coautor del llibre TV3 10 anys.
L'any 2006 l'Associació de Professionals de Ràdio i Televisió li va atorgar el premi Micròfon de Plata pels seus articles a La Vanguardia.